# Arenit

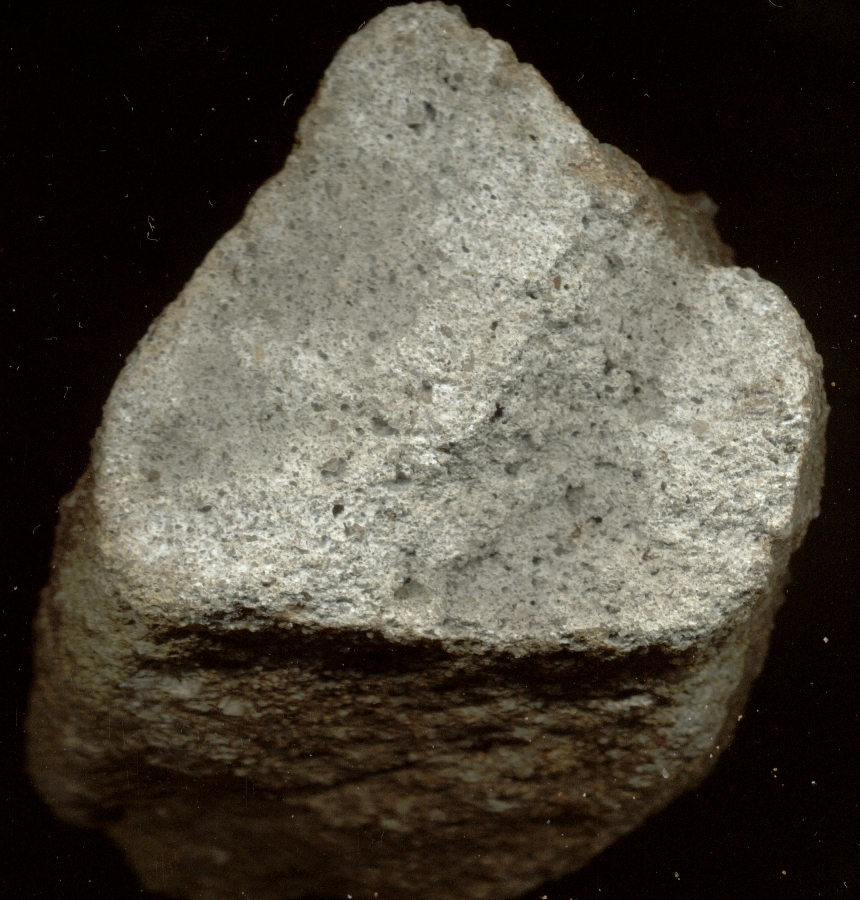

Arenit (lateinisch arena = Sand) ist ein klastisches Sedimentgestein mit einer durchschnittlichen Korngröße zwischen 0,063 und 2 mm. Ein Arenit entspricht damit Gesteinen, die den Sandsteinen zuzurechnen sind. Die Bezeichnung Arenit ist vor allem bei der Klassifikation von klastischen Kalksteinen gebräuchlich, bei denen die sonst verwendete korngrößenabhängige Bezeichnung Sandstein nicht sinnvoll ist, weil sie sich in erster Linie auf ein siliziklastisches Gestein bezieht.